# موتور حاج یوسف
موتور حاج یوسف یا موتور حاج یوسف شه بخش روستایی در دهستان دومک بخش نصرت‌آباد شهرستان زاهدان استان سیستان و بلوچستان ایران است.

## جمعیت
بر پایه سرشماری عمومی نفوس و مسکن در سال ۱۳۹۵ جمعیت این روستا ۱۵ نفر (۷خانوار) بوده‌است.